# Чембарский 320-й пехотный полк
320-й пехотный Чембарский полк — пехотная воинская часть Русской императорской армии второй очереди. Сформирован для участия в Первой мировой войне.

## История
18 июля 1914 года от 180-го пехотного Виндавского полка, расквартированного в Сызрани, отделили кадр в составе 19 офицеров и 280 нижних чинов, из которых с пополнением за счет мобилизованных жителей Пензы в Саранске был сформирован второочередной 320-й пехотный Чембарский полк 80-й пехотной дивизии.

Штурм главной позиции неприятеля на высоте 474 был возложен начальником отряда на 320 пех. Чембарский п., лучший из 80. див., хорошо воспитанный и подготовленный, во главе с энергичным и доблестным командиром подп. Даценко.— Дм. Парский
Полк в составе дивизии был направлен на Юго-Западный фронт. В 1914 году воевал в Галиции, у Люблина, Верхней Вислы; в 1915–1916 — в верховьях Днестра и у р. Стырь; в 1917 — на Румынском фронте у рек Серет, Быстрица, Путна. Расформирован в 1918.

## Командиры полка
- 05.07.1915-xx.xx.1918 — полковник Миних, Владимир Николаевич

## Знамя
- Простое знамя образца 1900 года (пожаловано в 1904 году 284-му пехотному Чембарскому полку[1]). Кайма темно-зеленая, шитье золотое. Навершие образца 1857 года (армейское). Древко чёрное. Икона лицевой стороны — Спас Нерукотворный.